# 대덕 (기업)
대덕은 대한민국의 기업이다. 본사는 경기도 안산시 단원구 산단로 63에 위치해 있다. 대표이사는 김영재이다.

## 역사
1965년 고 김정식 전 회장이 설립하였며 2012년부터 삼성전자 부품협력사인 협성회 회장을 맡고 있다.
2018년에 대덕GDS와 합병하였다.

## 종속회사
- 와이솔: 휴대폰에 채용되는 SAW Filter, Duplexer와 RF Module 제품을 생산 및 판매
- 엔알랩
- 대덕전자

## 같이 보기
- PCB

## 참고 문헌
1. ↑  김영재 대덕 대표이사 사장, 비지니스포스트, 2023-10-27
2. ↑  이기종, 김영재 대덕전자 대표 "삼성 반도체•모바일과 함께 성장", 디일렉, 2019.09.20
3. ↑  김영재 대덕전자 대표, ET뉴스, 2018-12-27